# Cupid's Lariat
Cupid's Lariat è un cortometraggio muto del 1913 diretto da Pat Hartigan. Il film è interpretato da John E. Brennan e dalla coppia Ruth Roland e Marshall Neilan, che girarono insieme numerosi film per la Kalem.

## Produzione
Il film, prodotto dalla Kalem Company, fu girato in California, a Santa Monica.

## Distribuzione
Distribuito dalla General Film Company, il film - un cortometraggio di 150 metri - uscì nelle sale cinematografiche statunitensi il 20 giugno 1913. 
Nelle proiezioni, veniva programmato con il sistema dello split reel, accorpato in un'unica bobina con un altro cortometraggio prodotto dalla Kalem, la commedia Smoked to a Finish.